# Nāḩiyat Markaz al Bāb
Nāḩiyat Markaz al Bāb (arabiska: ناحية مركز الباب) är ett subdistrikt i Syrien.   Det ligger i provinsen Aleppo, i den norra delen av landet, 300 km norr om huvudstaden Damaskus.
Trakten runt Nāḩiyat Markaz al Bāb består till största delen av jordbruksmark. Runt Nāḩiyat Markaz al Bāb är det ganska tätbefolkat, med 86 invånare per kvadratkilometer.